# Чёрная (верхний приток Уводи)
Чёрная — небольшая река в России, протекает по территории Писцовского сельского поселения Комсомольского района Ивановской области. Левый приток реки Уводи.
Берёт начало северо-западнее села Писцово. Течёт на юго-восток по открытой местности через центр села, деля его на две части: «торговую» и «заречную». Впадает в Уводь ниже указанного села. Не судоходна.